# Rigsretssagen mod Yoon Suk-yeol
|  | Denne artikel beskriver en aktuel begivenhed Informationerne kan blive ændret hurtigt, som begivenheden skrider frem. |

Rigsretssagen mod Yoon Suk-yeol er en kommende rigsretssag mod Sydkoreas præsident Yoon Suk-yeol. Han blev 4. april 2025 afsat som præsident af den sydkoreanske forfatningsdomstol.
Sydkoreas parlament vedtog 14. december 2024, hvor 204 ud af 300 parlamentarikere stemte for, at igangsætte en rigsretssag mod landets præsident, Yoon Suk-yeol, efter at denne elleve dage tidligere havde indført militær undtagelsestilstand, fordi han anklagede oppositionen for at støtte Nordkorea. 85 stemte imod, tre undlod at stemme, mens otte stemmer blev erklæret ugyldige. Præsidenten ophævede dog undtagelsestilstanden efter ca. seks timer efter at parlamentet havde stemt for at ophæve den.
Præsidenten efterforskes for landsforræderi og oprør. Indførslen af undtagelsestilstanden medførte både protester mod og støtte til præsidenten. Parlamentet havde 7. december 2024 stemt om en rigsretssag, men der havde medlemmer af præsidentens parti udvandret, hvorfor det ikke blev opbakning til forslaget, da det kræver 2/3 fletal. Som en konsekvens af afstemningens resultat er præsidenten nu suspenderet indtil en forfatningsdomstol har taget endelig stilling. Domstolen har ni medlemmer, hvor seks skal stemme for, før han bliver afsat og der udskrives præsidentvalg. Forfatningsdomstolens afgørelse skal falde indenfor 180 dage. Hvis den vedtager, at præsidenten skal afsættes, skal der være et præsidentvalg indenfor 60 dage. Indtil da er premierminister Han Duck-soo fungerende præsident. Der er udstedt et udrejseforbud mod præsidenten, mens sagen står på.